# Primo Hamilton Football Club
Il Primo Hamilton Football Club, conosciuto anche come Hamilton Primos, è stata una squadra canadese di calcio con sede a Hamilton (Ontario). 

## Storia
Il club venne fondato nel 1958 come Hamilton Italo-Canadian Soccer Club e si iscrisse alla National Soccer League. Nel torneo 1959 Imre Dora, giocatore del club, ottenne il titolo di capocannoniere del torneo con 31 reti. Nella stessa stagione la squadra raggiunse la finale del Challenge Trophy, persa contro il Montreal Canadian Alouettes.
Nel 1961 il club, rinominato Hamilton Steelers, si sposta nella neonata lega professionistica Eastern Canada Professional Soccer League. Nella stagione 1965, il club, divenuto Hamilton Primos, giunge alla finale del torneo, persa contro i Toronto Italia.
Nel 1967 la ECPSL chiude i battenti, a causa anche della concorrenza delle nuove leghe americane NPSL e USA, e i Primos tornano nella NSL raggiungendo la finale del torneo 1967.

## Allenatori
- 1958-1960  ?
- 1961  Hugh McLean
- 1962  Bertie Peacock
- 1963  Steve Mokone
- 1964  Tally Tatti
- 1965  ?
- 1966  Bill Patterson
- 1967  ?